# ماكس لانغ (مخرج)
ماكس لانغ (بالألمانية: Max Lang)‏ هو رسام رسوم متحركة ومخرج ألماني، ولد في 1982.

## وصلات خارجية
- ماكس لانغ على موقع IMDb (الإنجليزية)
- ماكس لانغ على موقع ألو سيني (الفرنسية)
- ماكس لانغ على موقع أول موفي (الإنجليزية)
- ماكس لانغ على موقع قاعدة بيانات الفيلم (الإنجليزية)
- ماكس لانغ على موقع كينوبويسك (الروسية)